# Aviatik D-Typen
Die Firma Aviatik versuchte im Ersten Weltkrieg, ein einsitziges Kampfflugzeug zu bauen. Von den sechs verschiedenen Entwürfen, von denen jeweils ein oder zwei Prototypen gebaut wurden, ging keiner in Serie.

## Entwicklung
Ende 1916 erschien die Aviatik D.II als einstieliger Doppeldecker. Die Tragflächen bestanden aus einer stoffbespannten Holmkonstruktion. Der sperrholzbeplankte Rumpf besaß im vorderen Teil eine Stahlrohrkonstruktion. Angetrieben wurde das Flugzeug von einem Mercedes D.III, der 160 PS (119 kW) leistete. Damit erreichte das Flugzeug eine Höchstgeschwindigkeit von 150 km/h. Die Bewaffnung bestand aus zwei MG 08/15.
Ende 1917 erschien die Aviatik D.III. Es war ebenfalls ein einstieliger Doppeldecker. Der Antrieb bestand aus einem 195 PS (145 kW) starken Reihenmotor Benz Bz.IIIbo. Die Spannweite betrug 9 m, die Tragflügelfläche 21 m² und die maximale Startmasse 864 kg.
Von der Aviatik D.IV wurde nur ein Exemplar gebaut. Sie ähnelte der Aviatik D.III.
Die Aviatik D.V war eine Neukonstruktion. Der Doppeldecker wurde ohne Spanndrähte zwischen den Tragflächen gebaut.
Von der Aviatik D.VI wurde auch nur ein Exemplar gebaut. Sie besaß zweistielige Tragflächen mit unterschiedlicher Spannweite. Als Antrieb diente ein Benz-Bz.IIIbm-Reihenmotor. Das Flugzeug war mit einem Vierblattpropeller ausgerüstet. Die Höchstgeschwindigkeit betrug 188 km/h, das Startgewicht 920 kg und die Spannweite 9,66 m.
Die Aviatik D.VII war der letzte Versuch der Firma einen Auftrag für ein einsitziges Kampfflugzeug zu erlangen. Im Oktober 1918 wurde das Flugzeug beim zweiten Wettbewerb für D-Typen vorgestellt.

## Technische Daten
| Kenngröße             | Aviatic D.II                                 | Aviatic D.III                                  | Aviatic D.VI                                   | Aviatic D.VII                                  |
| --------------------- | -------------------------------------------- | ---------------------------------------------- | ---------------------------------------------- | ---------------------------------------------- |
| Jahr                  | Ende 1916                                    | Ende 1917                                      |                                                | Oktober 1918                                   |
| Besatzung             | 1                                            | 1                                              | 1                                              | 1                                              |
| Länge                 |                                              |                                                |                                                | 6,10 m                                         |
| Spannweite            |                                              | 9 m                                            | 9,66 m                                         | 9,66 m                                         |
| Höhe                  |                                              |                                                |                                                | 2,50 m                                         |
| Flügelfläche          |                                              | 21 m²                                          |                                                |                                                |
| Leermasse             |                                              |                                                |                                                | 745 kg                                         |
| max. Startmasse       |                                              | 864 kg                                         | 920 kg                                         | 945 kg                                         |
| Triebwerk             | ein Mercedes D.III, 160 PS (119 kW)          | ein Reihenmotor Benz Bz.IIIbo, 195 PS (145 kW) | ein Reihenmotor Benz Bz.IIIbm, 195 PS (145 kW) | ein Reihenmotor Benz Bz.IIIbm, 195 PS (145 kW) |
| Bewaffnung            | 2 starre, synchronisierte LMG 08/15, 7,92 mm |                                                |                                                | 2 starre, synchronisierte LMG 08/15, 7,92 mm   |
| Höchstgeschwindigkeit | 150 km/h                                     |                                                | 188 km/h                                       | 192 km/h                                       |
| Steigzeit auf 6000 m  |                                              |                                                |                                                | 24 min                                         |